# Stará Bystrica
Stará Bystrica (ungarisch Óbeszterce) ist ein Ort und eine Gemeinde im Okres Čadca des Žilinský kraj im Norden der Slowakei. Zum 31. Dezember 2024 gab es in der Gemeinde 2817 Einwohner.

## Geographie
Die Gemeinde liegt in der traditionellen Landschaft Kysuce, im Südwestteil der Slovenské Beskydy („Slowakische Beskiden“), einen Teil der Beskiden, im Tal des Flusses Bystrica. Stará Bystrica ist 20 Kilometer von Čadca, 35 Kilometer von Žilina und 45 Kilometer von Námestovo entfernt und ist über die Landesstraße 520 erreichbar.
Die Gemeinde gliedert sich in die Gemeindeteile Lány und Stará Bystrica.

## Geschichte

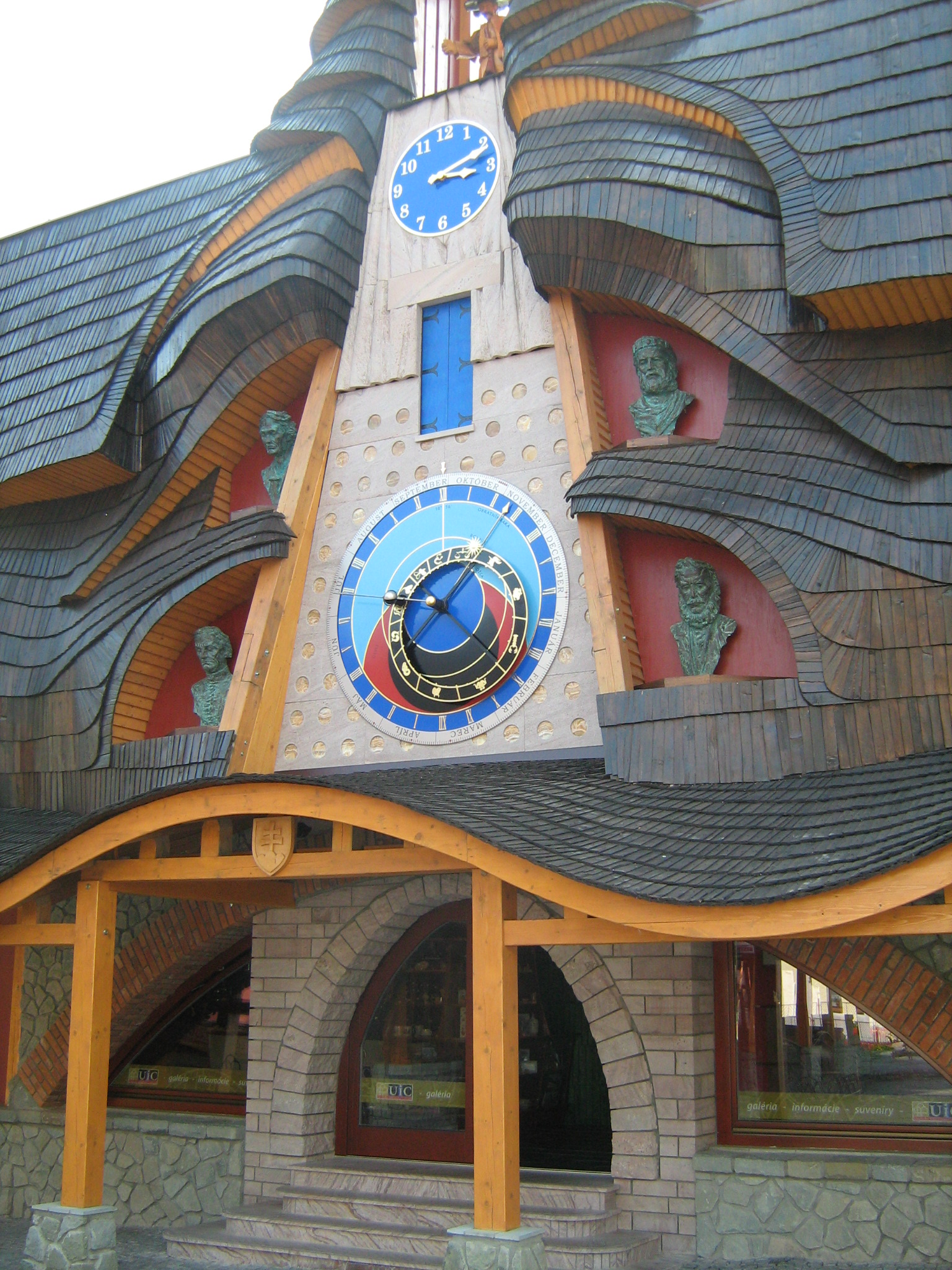
Astronomische Uhr im Ort

Der heutige Ort wird indirekt zum ersten Mal 1417 in einer Urkunde des Neutraer Bischof Hinko schriftlich erwähnt, wo ein Ort namens Stará Dedina („altes Dorf“) genannt wird. Im späten 16. Jahrhundert kam es zur walachischen Kolonisierung und der Ort gehörte zur Herrschaft der Burg Strečno, später von Teplička. 1667 ist die erste bekannte Kirche belegt, die dem Heiligen Michael geweiht war. 1767 befand sich im Ort ein Eisenwerk und es wurde auch für einige Zeit Eisenerz gefördert; des Weiteren gab es auch eine Ziegelei. Im 19. Jahrhundert wanderten viele Einwohner wegen der großen Armut in das Banat, nach Slawonien und nach die Übersee aus.
Die jüdische Gemeinde, die um die Jahrhundertwende etwa 200 Einwohner rechnete, ließ eine Synagoge bauen, die 1901 fertiggestellt wurde. Seit 1941 fanden dort keine Gottesdienste mehr statt und die Synagoge verfiel.
Bis 1918 lag der Ort im Komitat Trentschin im Königreich Ungarn und kam danach zur neu entstandenen Tschechoslowakei. Am 8. April 1945, in den Schlusstagen des Zweiten Weltkriegs, brannte der ganze Ort nach einem Granatenangriff vollständig ab. 150 Häuser wurden zerstört.

## Bevölkerung
| Jahr                | 1994 | 2004    | 2014    | 2024    |
| ------------------- | ---- | ------- | ------- | ------- |
| Anzahl der Personen | 2616 | 2679    | 2740    | 2817    |
| Unterschied         |      | +2,40 % | +2,27 % | +2,81 % |

| Jahr                | 2023 | 2024    |
| ------------------- | ---- | ------- |
| Anzahl der Personen | 2814 | 2817    |
| Unterschied         |      | +0,10 % |

Nach der Volkszählung 2011 wohnten in Stará Bystrica 2717 Einwohner, davon 2631 Slowaken, acht Tschechen, zwei Ukrainer, ein Mährer und zwei Einwohner anderer Ethnie. 75 Einwohner machten keine Angaben. 2523 Einwohner bekannten sich zur römisch-katholischen Kirche, drei Einwohner zur evangelischen Kirche A. B., je ein Einwohner zur orthodoxen Kirche und evangelisch-methodistischen Kirche und sechs Einwohner waren anderer Konfession. 49 Einwohner waren konfessionslos und bei 134 Einwohnern ist die Konfession nicht ermittelt.
Ergebnisse nach der Volkszählung 2001 (2628 Einwohner):
| Nach Ethnie: - 99,39 % Slowaken - 0,11 % Tschechen | Nach Konfession: - 96,84 % römisch-katholisch - 2,70 % keine Angabe - 0,34 % konfessionslos - 0,11 % evangelisch |

## Sehenswürdigkeiten
- röm.-kath. neogeotische Kirche des Heiligen Michael aus dem Jahr 1892
- Barock-klassizistische Kapelle aus dem 18. Jahrhundert

Neuerdings wurde 2009 in Stará Bystrica eine Astronomische Uhr erstellt, wo es sich um die erste Uhr solcher Art in der Slowakei handelt.